# Hrabstwo Butler (Ohio)

Piramida wieku hrabstwa

Hrabstwo Butler – hrabstwo położone w USA w stanie Ohio z siedzibą w mieście Hamilton. Założone 1 maja 1803 roku. Nazwa Hrabstwa pochodzi od generała Richarda Butlera.

## Miasta
- Fairfield
- Hamilton
- Middletown
- Monroe
- Oxford
- Trenton
- Sharonville

## Wioski
- College Corner
- Jacksonburg
- Millville
- New Miami
- Seven Mile
- Somerville

## CDP
- Beckett Ridge
- Darrtown
- Four Bridges
- Olde West Chester
- Ross
- Wetherington
- Williamsdale

## Sąsiednie Hrabstwa
- Hrabstwo Preble
- Hrabstwo Montgomery
- Hrabstwo Warren
- Hrabstwo Hamilton
- Hrabstwo Dearborn
- Hrabstwo Franklin
- Hrabstwo Union